# Černý ovce
Černý ovce je společné studiové album Jana Hrubého, Michala Prokopa, Petera Mustilla a Petra Skoumala, vydané v roce 1997 labelem Sony Music / Bonton. Obsahuje keltskou hudbu vycházející z irských a skotských tradicionálů doplněných rockovou a popovou linkou.
Hudbu složil Jan Hrubý, několik písní představuje upravené tradicionály. Texty do češtiny volně přeložil Pavel Šrut, naopak české texty do angličtiny převedl Bradley Stratton.

## Obsazení
- Jan Hrubý – housle, viola
- Ruda Hálek – akordeon
- Jan Kolář – hoboj, klávesy
- Petr Skoumal - klávesy
- Pavel Skála – akustické kytary
- Petr Pokorný – elektrické kytary
- Jiří Veselý – baskytara
- Jiří Zelenka – bicí
- Martin Čech – flétny

## Skladby
1. The banshee (the banshee - traditional) traditional
2. Nádraží (the station) (J. Hrubý, P. Skoumal, B. Stratton)
3. Někdy (Sometime) (J. Hrubý, P. Skoumal, B. Stratton)
4. Jeden džbán (one pitcher) (J. Hrubý, P. Skoumal, B. Stratton)
5. Paměti b.baginse (the memories of b.bagins) (J. Hrubý)
6. Ra ta ta (ra ta ta) (J. Hrubý, P. Skoumal)
7. Ke dnu (into the darknes) (J.Hrubý, P. Skoumal, B. Stratton)
8. Midnight on the clockmeter (půlnoc na věžních hodinách) (J. Hrubý, P. Mustill, P. Šrut)
9. Zamrzlé jezero (the frozen lake) (J. Hrubý)
10. Driving into the future (řítíme se do budoucna) (J. Hrubý, P. Mustill, P. Šrut)
11. Nech me bejt (leave me alone) (J. Hrubý, P. Skoumal, P. Šrut)
12. Černý ovce (black sheep) (J. Hrubý)
13. The ballad of terry and shirley (balada o terrym a shirley) (J. Hrubý, P. Mustill, P. Šrut)
14. Sally gardens (sally gardens - traditional)